# Сухеднюв
Сухе́днюв (пол. Suchedniów) — місто в південно-центральній Польщі.
Належить до Скаржиськького повіту Свентокшиського воєводства.

## Демографія
Демографічна структура станом на 31 березня 2011 року:
|          | Загалом | Допрацездатний вік | Працездатний вік | Постпрацездатний вік |
| -------- | ------- | ------------------ | ---------------- | -------------------- |
| Чоловіки | 4322    | 741                | 3032             | 549                  |
| Жінки    | 4527    | 691                | 2664             | 1172                 |
| Разом    | 8849    | 1432               | 5696             | 1721                 |